# Короткокошик яскравий
Короткокошик яскравий (Brachythecium laetum) — вид мохів порядку гіпнобрієвих (Hypnales).

## Поширення
Ареал охоплює такі частини світу: Європа, Північна Америка, Азія.
Населяє ґрунт, каміння, основи дерев, гнилі колоди, від відкритих до тінистих місць; на висотах від 0 до 2300 метрів.

## Характеристика
Рослини середнього розміру, в помірно нещільних або щільних килимах, світло-зелені, темно-зелені чи жовтуваті до коричневих. Стебла до 7(12) см, повзучі, неправильно перисті, гілки до 12(25) мм, прямі або злегка зігнуті. Стеблові листки прямовисні, нещільно чи щільно складчасті, вузькояйцеподібно-трикутні, найширші на 1/12–1/8 довжини листа, частково увігнуті, глибоко складчасті, (1)1.3–2.2 × (0.4)0.6–1 мм; краї рівні або місцями загнуті, зубчасті майже до основи; верхівка поступово загострюється. Вид дводомний. Коробочкові ніжки коричнево-помаранчеві, 0.7–2.5 см, гладкі. Коробочка злегка нахилена, коричнево-помаранчева, циліндрична, злегка загнута дистально, 2–2.6 мм. Спори 14–16 мкм.